# Q·J·彼得森
昆汀·彼得森（英語：Quentin Peterson，1994年10月12日—）為美國男子籃球運動員，最後效力於中国男子篮球职业联赛新疆广汇。

## 職業生涯
2017年11月5日，韓國籃球聯賽安養KGC引進彼得森頂替迈克尔·菲巴。
2022年9月16日，中国男子篮球职业联赛南京同曦宣布與彼得森完成簽約。總計出賽38場，場均可挹注28.7分、7.1籃板、5.0助攻、2抄截。2023年9月8日，吉林九台农商行宣布彼得森加盟球隊。然而彼得森因南京同曦拖欠薪水未向吉林九台农商行报到。12月5日，吉林九台农商行宣布彼得森完成註册。2024年4月，彼得森加入巴阿蒙牧牛人。2024年8月，彼得森自行宣布加入新疆广汇。2024年9月新疆广汇宣布與彼得森完成簽約。2025年2月14日，新疆广汇取消註冊彼得森，註冊辛达里厄斯·桑韦尔。

## 外部連結
- Q·J·彼得森在fiba.basketball（英语）
- Q·J·彼得森在中国男子篮球职业联赛
- Q·J·彼得森在韓國籃球聯賽（英语）
- Q·J·彼得森在Basketball-Reference.com（國際）（英语）
- Q·J·彼得森在Sports-Reference.com（NCAA）（英语）
- Q·J·彼得森在Eurobasket.com（球員）（英语）
- Q·J·彼得森在Proballers（英语）
- Q·J·彼得森在RealGM（英语）
- Q·J·彼得森在中国篮球数据库
- Q·J·彼得森在Flashscore（英语）